# Margarita Fullana
Margarita "Marga" Fullana Riera, född 9 april 1972 i Sant Llorenç des Cardassar på Mallorca, är en spansk tävlingscyklist som tog OS-brons i mountainbike vid olympiska sommarspelen 2000 i Sydney.
Fullanas karriär tog en dramatisk vändning 2010. I samband med en träningskontroll testade hon positivt för dopning. Fullana hade tagit erytropoetin. Hon stängdes därefter av från allt tävlande i två år.